# Zabytki Grodziska Mazowieckiego
Grodzisk Mazowiecki posiada znaczący zbiór zabytków architektury miejskiej a także zabytki przyrodnicze. Zachowały się dawne założenia parkowo-dworskie: Park Skarbków, park Kaprys (przy granicy z Opypami) oraz park przy ulicy Stawowej (Stawy Goliana).
W krajobrazie miasta widoczny jest zabytkowy układ urbanistyczny centrum – Plac Wolności, Plac Króla Zygmunta Starego, kamienice przy ulicy Sienkiewicza oraz nieliczne już dawne kamienice przy deptaku miejskim – ul. 11 Listopada – wiodącym od stacji kolejowej do Kościoła św. Anny i przy jego przyległych przecznicach.
Do rejestru NID wpisanych jest 13 zabytkowych nieruchomości.
| Numer                                        | Nazwa                                                                  | Data lub okres powstania | Adres                                                    | Zdjęcie      |
| -------------------------------------------- | ---------------------------------------------------------------------- | ------------------------ | -------------------------------------------------------- | ------------ |
| 1028/451/62 z 23.03.1962                     | Kościół św. Anny                                                       | XVII-XIX w.              | Grodzisk Mazowiecki, pl. Zygmunta Starego                |              |
| 1029/453/62 z 23.03.1962                     | Kaplica pw. Świętego Krzyża                                            | XVIII w.                 | Grodzisk Mazowiecki, ul. Sienkiewicza                    |              |
| 1607 z 27.02.1996                            | Cmentarz żydowski i jego brama                                         | II poł. XVIII wieku      | Grodzisk Mazowiecki, ul. Żydowska                        |              |
| 1031/1088 z 7.01.1975 oraz 1155 z 22.05.1975 | Willa „Foksal”                                                         | 1846                     | Grodzisk Mazowiecki, ul. Bartniaka 28                    |              |
| A-787 z 26.03.2008                           | Dworzec kolejowy                                                       | 1920-25 r.               | Grodzisk Mazowiecki, ul. 1 Maja 4                        |              |
| A-795 z 21.04.2008                           | Willa Jana Haberlego                                                   | 1897 i 1910-12 r.        | Grodzisk Mazowiecki, ul. 1 Maja 22                       | brak zdjęcia |
| 1612 z 9.09.1996                             | Zakład Wodoleczniczy                                                   | 1884 r.                  | Grodzisk Mazowiecki, ul. Kilińskiego 8a                  |              |
| 1612 z 09.09.1996                            | Dom z ogrodem                                                          | 1890 r.                  | Grodzisk Mazowiecki, ul. Kilińskiego 12                  |              |
| 480/10 z 1.06.2010                           | Willa „Niespodzianka”                                                  | 1906 r.                  | Grodzisk Mazowiecki, ul. Kościuszki 12                   |              |
| 1199 z 25.10.1982                            | Willa „Kaprys” i otaczający ją park z budynkiem gospodarczym i stajnią | 1884, 1896 r.            | Grodzisk Mazowiecki, ul. Okólna 1/3                      |              |
| A-887 z 3.12.2009                            | Drewniany dom i park                                                   | 1878 r                   | Grodzisk Mazowiecki, ul. Okulickiego 11                  |              |
| 1030/454/62 z 23.03.1962                     | Willa „Radogoszcz”                                                     | XIX w.                   | Grodzisk Mazowiecki, ul. Sienkiewicza 31                 |              |
| 51/5/55 z 21.09.1955                         | Dwór Skarbków (lub Mokronoskich)                                       | XVIII w.                 | Grodzisk Mazowiecki (dawniej Jordanowice), ul. Parkowa 1 |              |